# Karel Bejbl
Karel Bejbl (ur. 17 stycznia 1906 w Žižkovie, zm. 14 marca 1962) – czechosłowacki piłkarz narodowości czeskiej występujący na pozycji napastnika, reprezentant Czechosłowacji w latach 1927–1931, trener piłkarski.

## Kariera klubowa
Grę w piłkę nożną rozpoczął w wieku 13 lat w klubie AFK Vršovice. W 1923 roku włączono go do składu pierwszego zespołu i nadano przydomek boiskowy Káša. W 1925 roku rozpoczął występy w nowo utworzonej Asociační Lidze i w premierowym sezonie 1925 został z 6 bramkami najskuteczniejszym strzelcem swojego zespołu. W tym samym roku wyjechał do Austrii, gdzie przez krótki okres występował w klubach SC Wacker Wiedeń oraz SK Slovan Wiedeń. Latem 1926 roku został graczem Slavii Praga, w której spędził rok. W latach 1927–1934 był piłkarzem macierzystego zespołu Bohemians AFK Vršovice.

## Kariera reprezentacyjna
20 marca 1927 zadebiutował w reprezentacji Czechosłowacji w wygranym 2:1 towarzyskim spotkaniu z Austrią w Wiedniu. W październiku tego samego roku w meczu przeciwko Królestwu SHS (5:3) zdobył pierwsze dwie bramki w drużynie narodowej. Ogółem w latach 1927–1931 rozegrał w reprezentacji 10 spotkań, w których strzelił 10 goli.

### Bramki w reprezentacji
| LP  | Data                 | Miejsce                 | Przeciwnik    | Bramka | Rezultat | Ranga meczu     |
| --- | -------------------- | ----------------------- | ------------- | ------ | -------- | --------------- |
| 1.  | 28 października 1927 | Stadion Slavii, Praga   | Królestwo SHS | 3:1    | 5:3      | Mecz towarzyski |
| 2.  | 28 października 1927 | Stadion Slavii, Praga   | Królestwo SHS | 4:1    | 5:3      | Mecz towarzyski |
| 3.  | 23 września 1938     | Letenský Stadion, Praga | Węgry         | 2:0    | 6:1      | Mecz towarzyski |
| 4.  | 23 września 1938     | Letenský Stadion, Praga | Węgry         | 5:1    | 6:1      | Mecz towarzyski |
| 5.  | 27 października 1928 | Letenský Stadion, Praga | Polska        | 2:0    | 3:2      | Mecz towarzyski |
| 6.  | 28 października 1928 | Letenský Stadion, Praga | Królestwo SHS | 4:1    | 7:1      | Mecz towarzyski |
| 7.  | 28 października 1928 | Letenský Stadion, Praga | Królestwo SHS | 5:1    | 7:1      | Mecz towarzyski |
| 8.  | 13 czerwca 1931      | Letenský Stadion, Praga | Szwajcaria    | 1:1    | 7:3      | Mecz towarzyski |
| 9.  | 13 czerwca 1931      | Letenský Stadion, Praga | Szwajcaria    | 3:3    | 7:3      | Mecz towarzyski |
| 10. | 13 czerwca 1931      | Letenský Stadion, Praga | Szwajcaria    | 7:3    | 7:3      | Mecz towarzyski |

## Kariera trenerska
W 1957 roku pełnił funkcję selekcjonera reprezentacji Czechosłowacji, którą wraz z Antonínem Rýgrem prowadził w 3 spotkaniach. Jego bilans to dwa zwycięstwa przeciwko Niemieckiej Republice Demokratycznej w kwalifikacjach Mistrzostw Świata 1958 oraz remis w meczu towarzyskim z Austrią.